# هارلینگن (هلند)
هارلینگن (به هلندی: Harlingen) یک منطقهٔ مسکونی در هلند است که در Harlingen واقع شده‌است. هارلینگن ۲ متر بالاتر از سطح دریا واقع شده‌است.

## نگارخانه

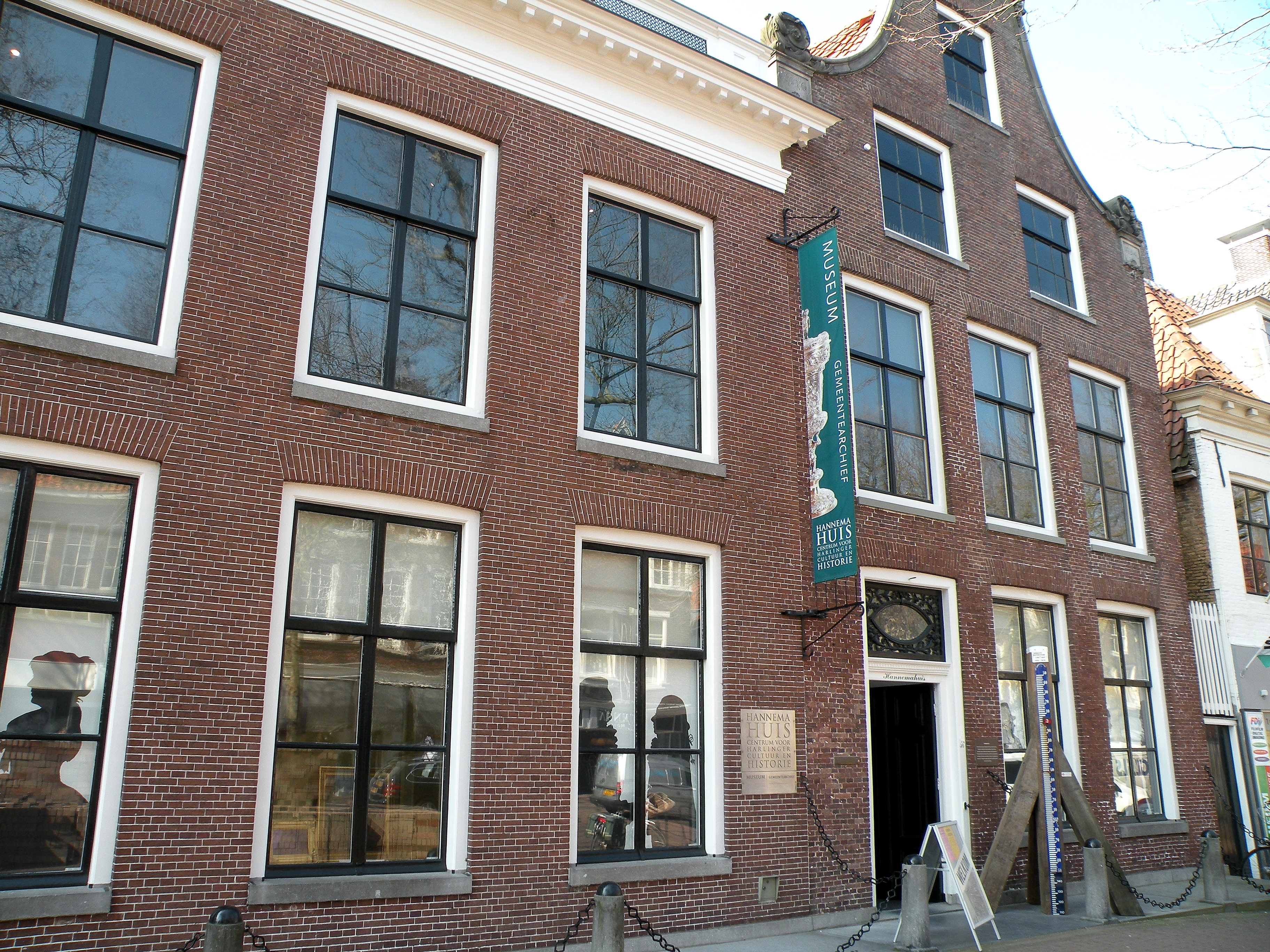
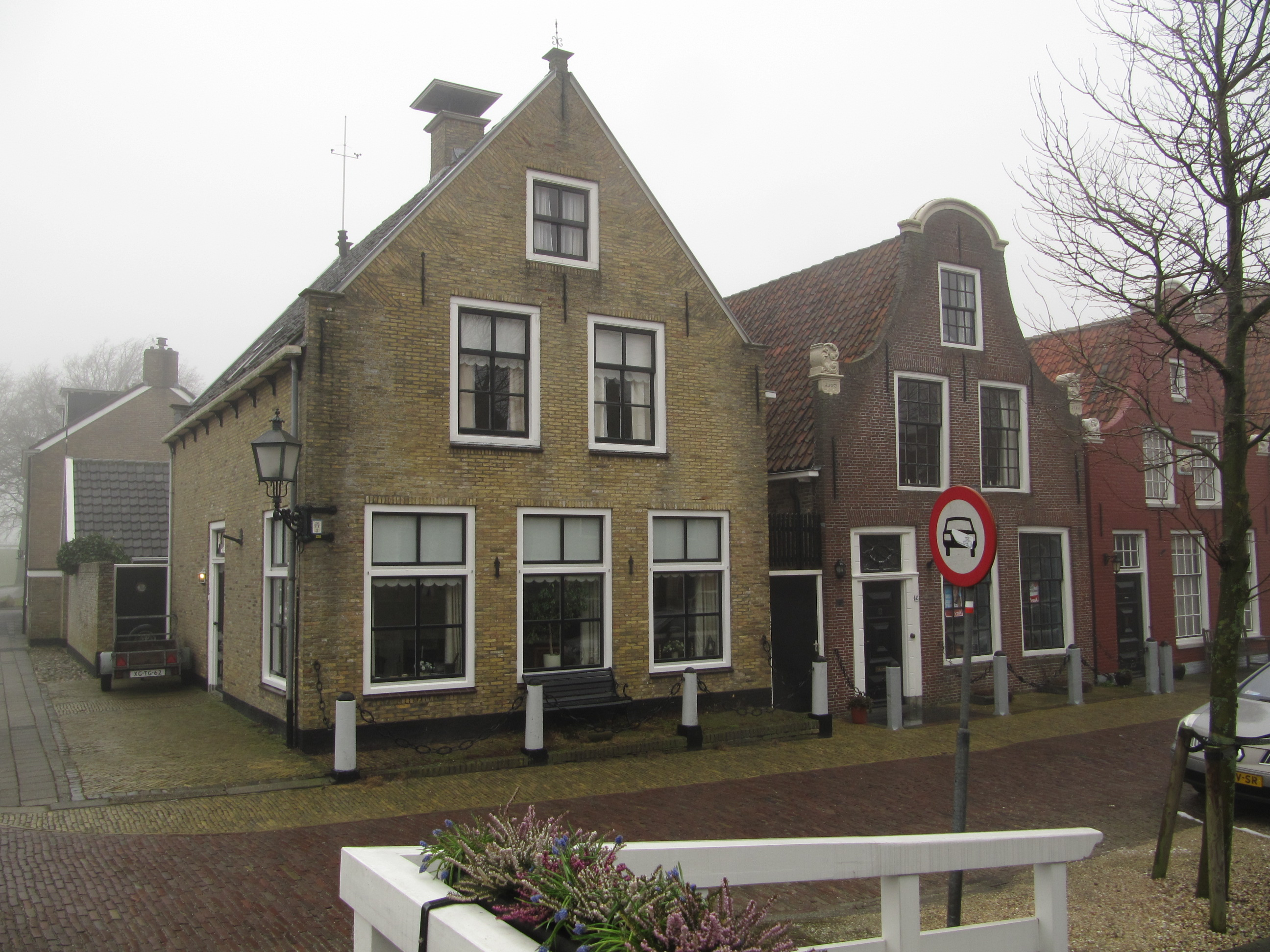